# 松平正恒
松平 正恒 （まつだいら まさつね） は、江戸時代前期から中期にかけての越前国福井藩家老。福井藩高知席松平家3代、5代当主。

## 略歴
松平正詮の子として誕生。幼名金蔵。通称主馬。
延宝5年（1677年）新知行1000石を賜る。元禄2年（1689年）1000石加増され家老となる。元禄9年（1696年）父・正詮の死去により家督と知行3000石を相続。宝永6年（1709年）隠居して家督を嫡男・正村に譲る。正徳2年（1712年）に正村が37歳で先立って没し嫡男金蔵（正明）が幼いため再家督する。享保7年（1722年）藩主昌平（松平宗昌）の家督相続の御礼言上の際に、8代将軍・吉宗に拝謁する。
享保9年（1724年）死去。家督は嫡孫・正明（正般）が相続した。

## 逸話
7代藩主・松平吉品が茶亭を建設しようとしていることを聞き、将軍家に対して憚りがあると強く諫言して中止させている。
藩主が発駕、帰城の際に正恒が家臣を代表して挨拶するのが通例であった。例えば、参勤交代のため藩主が発駕した際には、大広間に家臣一同席に付き、正恒が「今日は、御機嫌よう御発駕遊ばされ、御同時に恐悦に存じ奉る」と挨拶して一同が退出した。